# Revista Oficial Nintendo
Revista Oficial Nintendo (ранее Nintendo Acción) — испанский журнал о видеоиграх, издававшийся с 1992 по 2018 год. Являлся официальным печатным изданием компании Nintendo на территории Испании. За 26 лет существования вышло 316 номеров. До 229-го выпуска (декабрь 2011 года) издавался под названием «Nintendo Acción». Журнал распространялся ежемесячно, первоначально издательством Hobby Press, с 1998 года — издательским домом Axel Springer. Главными редакторами в разные периоды являлись: Хуан Карлос Гарсия (более 20 лет), Рубен Гусман, Густаво Асеро (с конца 2016). Последним руководителем редакции стала Соня Эрранс, занимавшая должность координатора. Издание прекратило существование в декабре 2018 года на фоне рекордно низких показателей продаж.

## Издания и форматы
15 декабря 2006 года вышел январский номер 2007 года в обновлённом формате, приуроченный к выпуску игровой консоли Wii. Изменение формата соответствовало новой маркетинговой стратегии бренда. На протяжении своего существования журнал претерпел изменения в способе распространения: первоначально поставлялся на картонной подложке в пластиковой упаковке, затем — только в пластиковой упаковке, впоследствии, из экологических соображений, распространялся без дополнительных упаковочных материалов. В январе 2008 года издание было дополнено специальным приложением меньшего объёма с обратной ориентацией страниц. Приложение освещало нестандартные способы использования видеоигр: занятия спортом с помощью Wii-Fit, тренировку мышления посредством игр серии Touch Generations (Professor Layton, Brain Training). Выпуск приложения продолжался до 221-го номера основного издания.

## Последний выпуск и закрытие журнала
Издательский дом Axel Springer принял решение о прекращении выпуска «Revista Oficial Nintendo» в декабре 2018 года на фоне низких показателей продаж. Издание, просуществовавшее 26 лет, прекратило деятельность на рынке испанской видеоигровой прессы. Отсутствие цифровой версии журнала привело к его полному исчезновению после прекращения печати.